# 松原市教育委員会
松原市教育委員会 (まつばらしきょういくいいんかい) は、松原市に置かれる合議制の執行機関である。首長から独立した行政委員会として位置づけられる。日本語略称は松原市教委(まつばらしきょうい)。

## 組織[1]
教育委員会は教育長と5人の教育委員から構成され、教育に関する一般方針の決定、その他重要事項の決定、規則の制定を行う。教育委員会の方針や決定のもと具体に事務を執行するのが教育委員会事務局で、教育長が統括する。なお、教育に関する事務のうち、スポーツに関すること(学校における体育に関することを除く。)及び文化に関すること(文化財の保護に関することを除く。)については条例の規定により市長が管理・執行している。また、事務の一部を条例の規定により市長の補助機関である福祉部・市民協働部・市民生活部の職員が補助執行している。

### 教育委員会
- 教育長：美濃 亮 [5][6]
- 教育長職務代理者：栗崎 節子
- 委員：田中 祥之、有馬 章亜、和田 良彦、佐野 恭彦

### 教育委員会事務局
- 教育総務部
  - 教育政策課
  - 教育総務課
  - 学校給食課
  - 文化財課
- 学校教育部
  - 教職員課
  - 教育推進課
  - 地域教育課
  - 教育研修センター

## 教育委員会所管の条例
令和2年12月22日時点で松原市教育委員会が所管する条例は以下のとおり。
- 松原市教育委員会委員定数条例
- 松原市立公民館学校幼稚園使用料条例
- 松原市教育に関する職務権限の特例を定める条例
- 松原市義務教育学校設置条例
- 松原市立幼稚園条例
- 松原市立幼稚園預かり保育条例
- 松原市立の学校の学校医、学校歯科医及び学校薬剤師の公務災害補償に関する条例
- 松原市いじめ問題対策連絡協議会等条例
- 松原市立学校給食センター条例
- 松原市社会教育委員条例
- 松原市立公民館設置及び管理条例
- 松原市立公民館運営審議会条例
- 松原市図書館条例
- 松原市少年自然の家条例
- 松原市教育長の勤務時間その他勤務条件及び職務専念義務の特例に関する条例
- 松原市文化財保護条例